# غواصة يو إس إس فيرجينيا
يو إس إس فيرجينيا: غواصة هجومية أمريكية تابعة لبحرية الولايات المتحدة. وهي قائدة الاسطول الذي توجد فيه وتعتبر أقوى الغواصات الأمريكية. يذكر أيضاً أنها عاشر قطعة بحرية أمريكية تسمى باسم ولاية فيرجينيا. انطلقت الغواصة لأول مرة بتاريخ 23 نوفمبر 2005 للمشاركة بالحرب على الإرهاب.
تمتاز بقدرتها على الهجوم بسرعة بدون ملاحظة العدو لأنها تستطيع اخفاء التاثير المغناطيسي وبذلك تتجنب اكتشاف الغواصات المعادية لها فتستطيع بذلك اطلاق الصواريخ والطوربيدات والاشتباك مع الغواصات المعادية وسفن السطح فهي تمتلك منظومة متطورة لإدارة المعارك. ويقال أ
ن ضجيجها عندما تكون بسرعة 20 عقدة يساوي تقريباً ضجيج غواصات أخرى متوقفة. فتتمكن بذلك من أخذ معلومات سرية ونشر الغام بحرية فضلاً عن تدمير سفن السطح وغواصات العدو.
يذكر أيضاً ان جهاز السونار الذي تمتلكه هذه الغواصة هو أقوى من بقية أجهزة السونار والرادارات في الغواصات الأمريكية الأخرى مجتمعة.